# 池田輝言
池田 輝言（いけだ てること）は、江戸時代中期の備中国鴨方藩の世嗣。通称は釆女。

## 略歴
池田軌隆（岡山藩主・池田綱政の九男）の次男として誕生した。
享保元年（1716年）、岡山藩支藩の生坂藩主・池田政倚の養嗣子となり、享保6年（1721年）徳川吉宗に拝謁する。しかし、病のため享保10年（1725年）に廃嫡された。
代わって実弟の軌明が嫡子となった。